# Spytków
Spytków – (do 1945 Wanscha) wieś w Polsce położona w województwie dolnośląskim, w powiecie zgorzeleckim, w gminie Zgorzelec. Od XVIII w. wieś należała do majątku rodziny Ernsta Ludewiga von Kiesenwetter - Elektora Saksońskiej Tajnej Rady Wojennej  i seniora prowincji księstwa Görlitz. Majątek rycerski szlachty śląskiej z dworem, domem zarządcy i czworakami należał do klucza Ręczyn-Spytków-Niedów.

## Położenie
Spytków to mała wieś leżąca na Pogórzu Izerskim, na północno-wschodnim skraju Wyniosłości Działoszyńskiej, na południowo-zachodnim brzegu zbiornika Niedów, na wysokości około 210–240 m n.p.m.

## Podział administracyjny
W latach 1975–1998 miejscowość administracyjnie należała do województwa jeleniogórskiego.